# 莫利納角
64°48′S 62°51′W / 64.800°S 62.850°W
莫利納角（Molina Point），是南極洲的海岬，位於葛拉漢地的丹科海岸，處於勒梅爾島東端，由智利探險隊命名，該海岬現時由南極條約體系管理。